# Jewhen Klopotenko

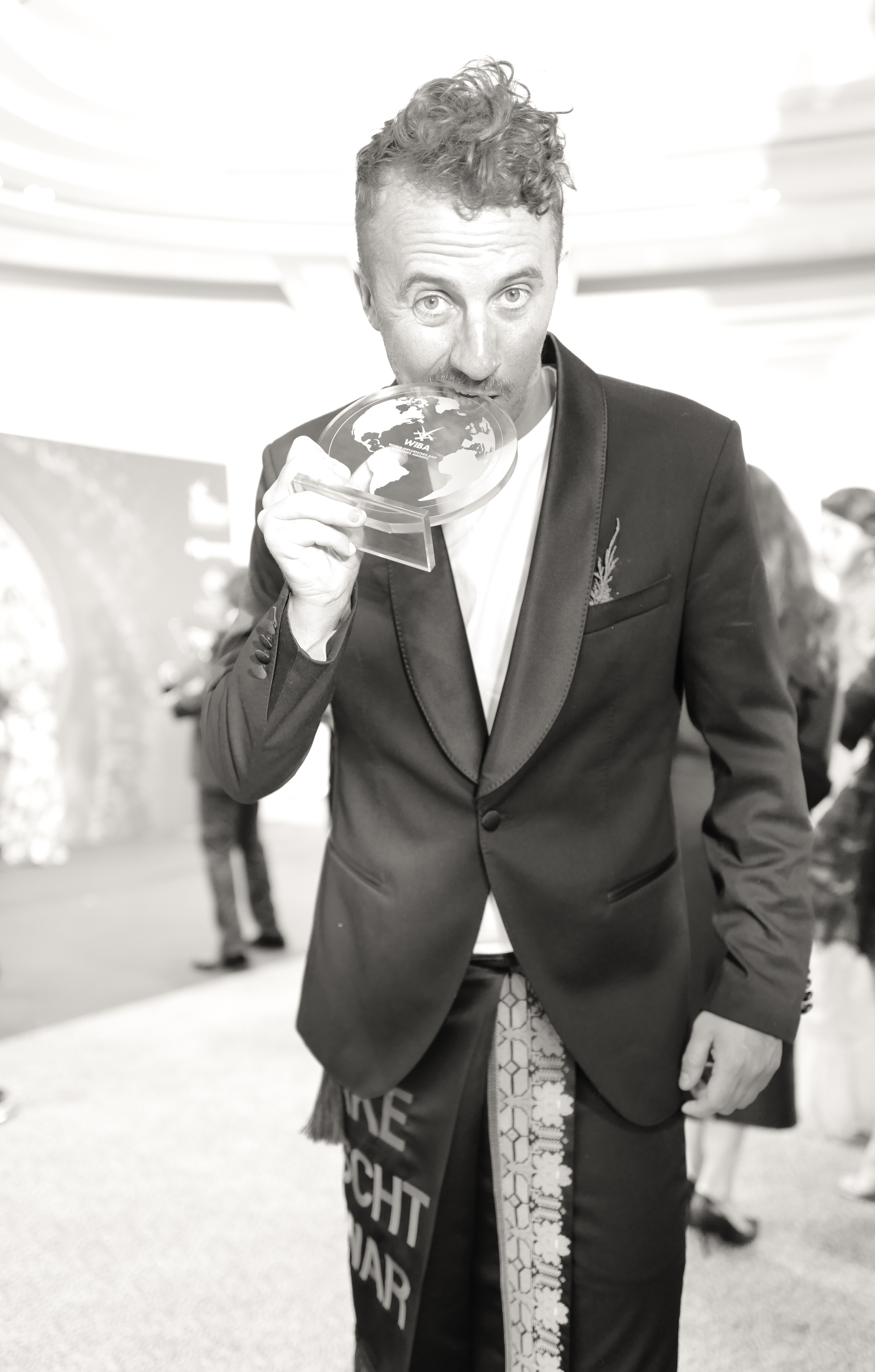
Jewhen Klopotenko, 2022

Jewhen Wiktorowytsch Klopotenko (ukrainisch Євген Вікторович Клопотенко, wissenschaftliche Transliteration Jevhen Viktorovyč Klopotenko; * 23. November 1986 in Kiew, Ukrainische SSR) ist ein ukrainischer Koch, Gastrosoph und Aktivist. Seine 2020 lancierte Kampagne zur institutionalisierten Anerkennung von Borschtsch als „identitätsstiftendes“ ukrainisches Gericht – immaterielles Kulturerbe – wurde international wahrgenommen, Klopotenko trat im Video des Instituts der ukrainischen Kultur zur Einreichung bei der UNESCO als Gewährsmann auf.

## Biografisches
Jewhen Klopotenko ist der Sohn einer Lehrerin und eines Ingenieurs. Als Kind machte er denkwürdig schlechte Erfahrungen mit dem Essen in der Schulkantine. Einen Vorgeschmack auf die internationale Küche bekam er, als seine Großmutter nach England übersiedelte und er sie besuchte und als er einige Wochen im Zuge eines Austauschprogramms in Italien verbrachte. Als junger Mann reiste er weiterhin viel, auch in die USA, wo er in einer Kleinstadt als Bademeister jobbte, und er finanzierte sein Leben mit Gelegenheitsjobs in der Gastronomie. Zurück in Kiew, gründete er 2011 eine kleine Manufaktur für Marmelade. Im Jahr 2015 nahm Klopotenko in der ukrainischen Ausgabe der TV-Kochshow MasterChef am Wettbewerb teil und gewann. Das motivierte ihn zum ersten Schritt Richtung Professionalität und er ging nach Paris, um in Le Cordon Bleu zu lernen. Dort schloss er mit Diplom ab.
Der Koch, der laut Stern als „der Jamie Oliver der Ukraine“ gilt, setzte sich für eine Änderung des in der Ukraine nach wie vor zentral vorgegebenen Menüplans in Schulen und Kindergärten ein. Im Zuge einer von zwei ukrainischen Ministerien koordinierten Reform des Speiseplans für Bildungseinrichtungen gemäß den Empfehlungen der WHO kamen Klopotenkos Konzept und Rezepte zum Zug – 2021 wurde er auf der Nachwuchsliste von The World’s 50 Best Restaurants unter die 50 Next gewählt und in der Kategorie “Empowering Educators” ausgezeichnet. Die konkrete Umsetzung der neuartigen Kost in Kantinen polarisierte allerdings. In der teilweise heftig geführten Debatte um die Veränderungen am schulischen Mittagstisch stand Olena Selenska, die das Konzept mit getragen hatte, zur Reform und zu Klopotenkos Menüvorschlägen.
Nach dem russischen Überfall auf die Ukraine verlagerte Klopotenko seinen Lebensmittelpunkt nach Lwiw. Dort gründete er das «Інші» („Inschi“, international kommuniziert unter dem Namen „Inshi“ bzw. Englisch “Others”), ein Lokal, in dem er gratis Essen für Menschen auf der Flucht bereitstellte. Parallel dazu kochte er an verschiedenen Orten in Europa bei Anlässen, deren Erlös der kriegsbetroffenen Ukraine zugutekommt. Seine Tour startete er in Grambow, weitere Termine führten nach Spanien und in die Schweiz. Im Mai 2022 wurde Klopotenko – für seine Aktivitäten auf Social Media – einer der World Influencer and Blogger Awards der WIBA Academy (World Influencers and Bloggers Association Academy) zuerkannt. Auf Fotos von der Verleihung in Cannes ist der Ausgezeichnete mit zwei akzentuierten Fingernägeln an der rechten Hand zu sehen, Lack in den ukrainischen Landesfarben. Zudem trägt er über der Hose ein schürzenartiges Kleidungsstück mit Aufschrift “Make Borscht Not War”. Diesen Slogan nutzte auch das Projekt Kitchen Guerilla, das ab März 2022 „in Zusammenarbeit mit Evgeni Klopotenko, dem ukrainischen Starkoch und »Ukrainian Days«, dem Festival der ukrainischen Kultur und zeitgenössischen Kunst in Hamburg“ Borschtsch kochte und ausgab, um Spendengelder zu sammeln.
Klopotenkos 2019 in Kiew eröffnetes Restaurant «100 років тому вперед» („100 rokiw tomu wpered“, deutsch sinngemäß: „100 Jahre zurück in die Zukunft“, unter dem Titel “100 Years Back in Future” Mitglied der Slow-Food-Vereinigung,) hatte 2021 den Ukraine Tourism Award in der Kategorie „Bestes Borschtsch-Restaurant“ gewonnen, im selben Jahr veröffentlichte Klopotenko ein eigens dem Borschtsch gewidmetes Kochbuch. Am 1. Juli 2022 wurde die ukrainische Zubereitung von Borschtsch nach einer außerordentlichen Sitzung des zuständigen UNESCO-Ausschusses in die Liste der erhaltungsbedürftigen immateriellen Kulturformen aufgenommen. “Beet this”, titelte The Moscow Times, mit einem Wortspiel aus “beat” und “beet” für “beetroot” (Rote Bete), wesentliche Zutat des Gerichts. Jewhen Klopotenko wurde im Artikel zitiert. Im deutschen Sprachraum widmete u. a. Die Tageszeitung der Anerkennung durch die UNESCO einen Beitrag.
Seine Zeit in Lwiw nutzt Klopotenko auch, um sein Wissen über die galizische Küche zu vertiefen. Seiner Ansicht nach sei dieser Anteil der Küche in der Ukraine am wenigsten tangiert von den Prägungen der Sowjetunion.

## Buchveröffentlichungen
- Зваблення їжею з українським смаком Swablennja jischeju s ukrajinskym smakom
- Зваблення їжею. 70 рецептів, які захочеться готувати Swablennja jischeju. 70 rezeptiw, jaki sachotschetsja hotuwaty. 2019
  - englisch: Ukrainian Cuisine in 70 Dishes. 2021, ISBN 978-617-7820-85-6
  - deutsch: Ukrajina. Eine kulinarische Liebeserklärung an die Ukraine. Christian Verlag, München, 2022, ISBN 978-3-95961-750-5.
- Святкові страви Swjatkowi strawy
- Борщ і до борщу Borschtsch i do borschtschu, 2021.